# Uwe Pape

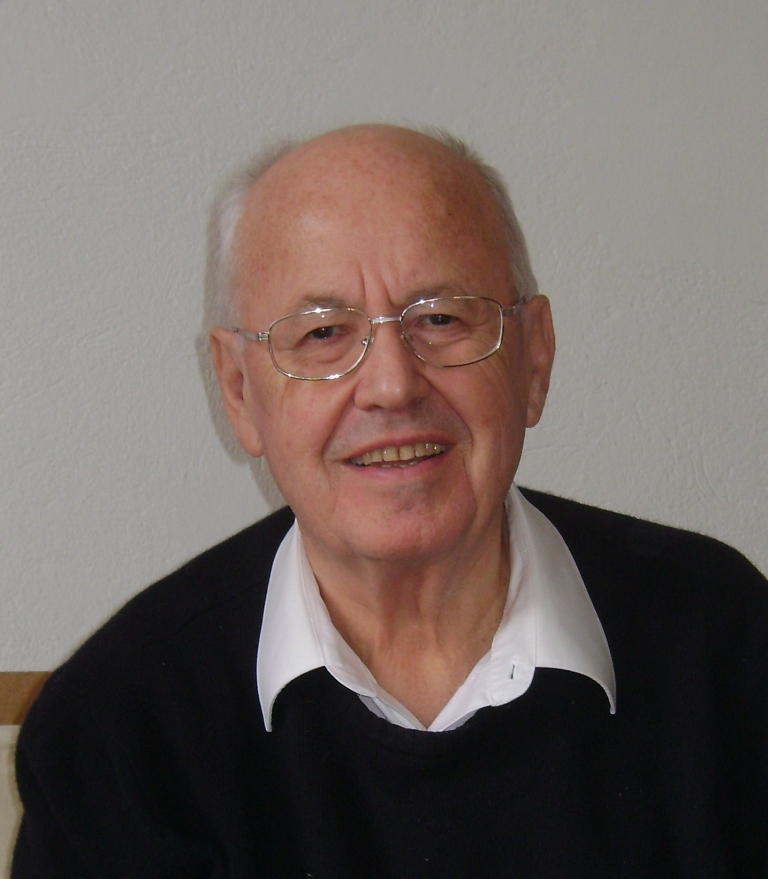
Uwe Pape (Januar 2013)

Uwe Pape (* 5. Mai 1936 in Bremen; † 13. August 2023 in Berlin) war ein deutscher Wirtschaftsinformatiker und zugleich Orgelsachverständiger.

## Leben und Wirken

### Wirtschaftsinformatiker
Nach dem Abitur in Bremen studierte Pape von 1955 bis 1959 Mathematik, Physik, Pädagogik und Philosophie an der Universität Göttingen und schloss mit dem Diplom und dem Staatsexamen ab. 1965 promovierte er zum Dr. rer. nat. bei Horst Herrmann an der TU Braunschweig, an der er von 1959 bis 1971 Wissenschaftlicher Assistent und Vertreter einer Professur war.
Von 1971 bis 2001 hatte Pape an der Fakultät Elektrotechnik und Informatik der TU Berlin eine Professur für Wirtschaftsinformatik inne. Er übernahm Gastprofessuren am Massachusetts Institute of Technology in Cambridge im US-Bundesstaat Massachusetts (1974 und 1984/1985), an der University of Maryland, College Park (1975), University of Texas at Austin (1976), Universitet Szczecinski in Stettin (1988 bis 1998) sowie der Hochschule für Verkehrswesen in Dresden (1999 bis 2001).
In Dresden war er Mitglied der Fakultät Verkehrswissenschaften an der Hochschule für Verkehrswesen „Friedrich List“ und baute dort den wirtschaftswissenschaftlichen Studiengang an der HTW Dresden auf. 
Schwerpunkte seiner Forschung waren Optimierungsverfahren in Graphen und Netzen und Optimierungsmethoden der Logistik, insbesondere der Logistik des Seeverkehrs. Es entstand eine langjährige Zusammenarbeit mit der BLG Logistics Group und der Hamburger Hafen und Logistik AG. Veröffentlichungen erschienen bei den Verlagen de Gruyter, Hanser und Springer sowie in Fachzeitschriften des Operations Research und der Angewandten Informatik.

### Orgelsachverständiger

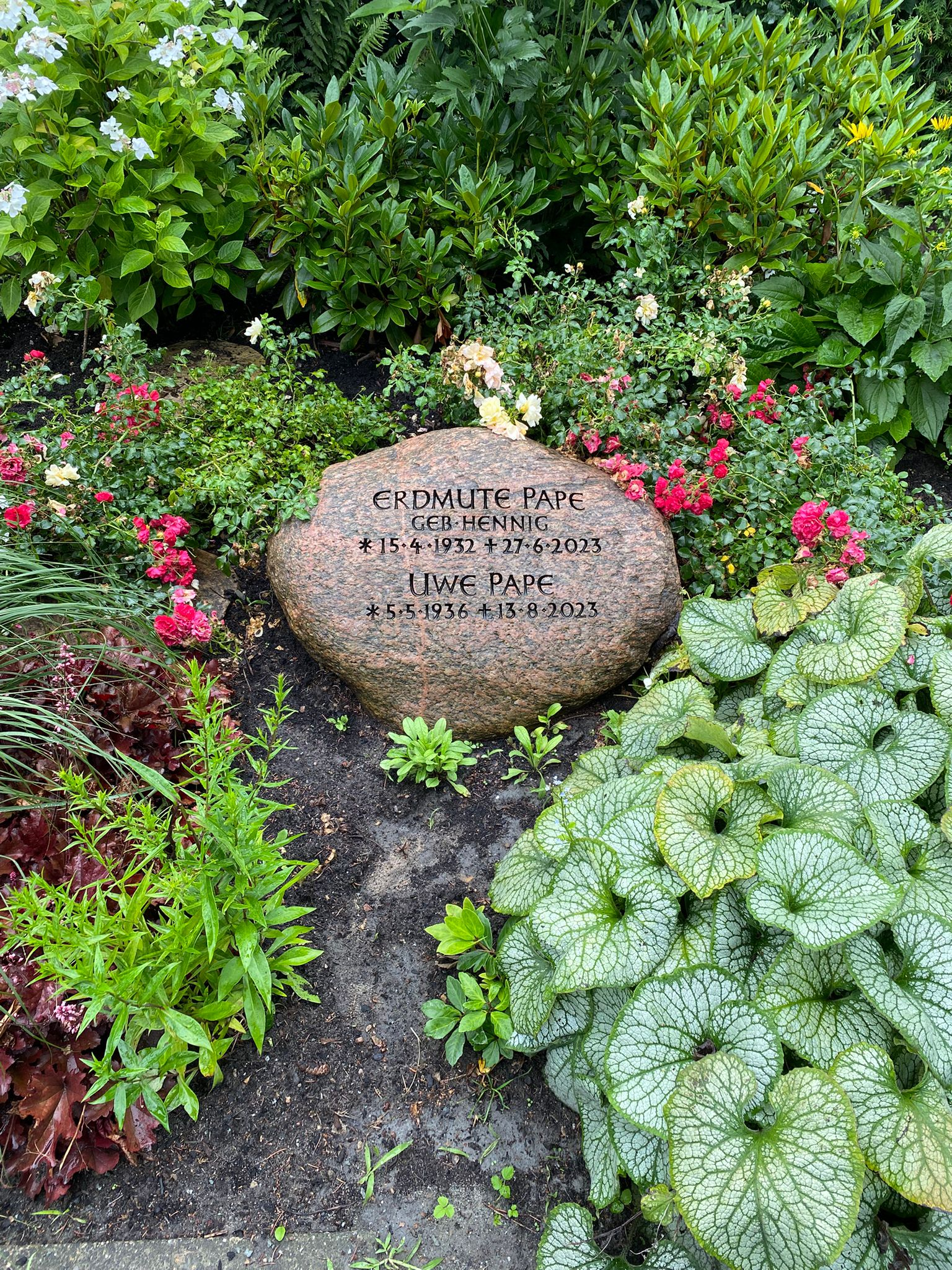
Grabstätte auf dem Friedhof Zehlendorf

Uwe Pape hatte seine erste Berührung mit dem Orgelbau bereits als Schüler im Jahr 1953. Während seines Studiums hatte er Kontakt zu dem Orgelbauer Paul Ott.
Als Sachverständiger begann Pape 1959 die Orgeln der evangelisch-lutherischen Landeskirche in Braunschweig zu inventarisieren. 1962 gründete er einen Verlag für Orgelbaugeschichte. Für Landeskirchen und Stiftungen in Berlin, Bremen, Niedersachsen und Sachsen war Pape als freier Orgelsachverständiger tätig. Von 1985 bis 2016 leitete er ein Forschungsprojekt Orgeldokumentation und betrieb eine Orgeldatenbank an der TU Berlin. Pape gehört 1990 mit Paul Peeters, Göteborg, und Karl Schütz, Wien, zu den Gründern der Internationalen Arbeitsgemeinschaft für Orgeldokumentation (IAOD). Er hat wesentlichen Anteil an der dokumentarischen Erschließung der norddeutschen Orgellandschaft. Seit 2000 war er Mitglied und seit 2020 Ehrenmitglied der Vente-Stiftung (Stichting Utrecht Orgelarchief Maarten Albert Vente).
Uwe Pape verstarb im Alter von 87 Jahren in Berlin und wurde auf dem dortigen Friedhof Zehlendorf beigesetzt.

## Schriften (Auswahl)

### Zur Wirtschaftsinformatik
- mit Detlef Karras, Lutz Kredel: Entwicklungsumgebungen für Expertensysteme. Vergleichende Darstellung ausgewählter Systeme. de Gruyter, Berlin u. a. 1987, ISBN 3-11-011294-9.
- mit T. Frauenstein, O. Wagner: Objektorientierte Sprachkonzepte und diskrete Simulation : Klassifikation, Vergleich und Bewertung von Konzepten der Programmiersprachen Simula 67, Modula 2, Pascal, Smalltalk 80 und Beta aus objektorientierter Sicht vor dem Hintergrund des Anwendungsgebietes der diskreten Simulation. Springer, Berlin u. a. 1990, ISBN 3-540-53288-9.

### Zur Orgelbaugeschichte
Monografien und Aufsätze
- mit Jochen Weihmann: Orgeln und Orgelbauer in Braunschweig (= Norddeutsche Orgeln. Band 2). 2. Aufl. Pape, Berlin 2019, ISBN 978-3-921140-59-8.
- mit Karl Heinz Bielefeld: Friedrich Werder – August von Werder. Orgelbauer in Elliehausen und Höckelheim. (= Norddeutsche  Orgelbauer und ihre Werke. Bd. 10). Pape, Berlin 2017, ISBN 978-3-921140-20-8.
- Organographia Historica Hildesiensis. Orgeln und Orgelbauer in Hildesheim. Pape, Berlin 2014, ISBN 978-3-921140-93-2.
- mit Georg Schloetmann: 175 Jahre Emil Hammer Orgelbau. Pape, Berlin 2013, ISBN 978-3-921140-91-8.
- Norddeutsche Orgelbauer und ihre Werke. 8: Ernst Palandt, E. Palandt & Sohnle, Hildesheimer Orgelbauwerkstatt. Pape, Berlin 2011, ISBN 978-3-921140-89-5.
- Norddeutsche Orgelbauer und ihre Werke 6: Heinrich Schaper, August Schaper. Pape, Berlin 2009, ISBN 978-3-921140-82-6.
- Die Orgeln des Herzogtums Braunschweig vor 1810. In: Acta Organologica. Band 30, 2008, S. 89–242.
- Norddeutsche Orgelbauer und ihre Werke 4: Orgelbauerfamilie Boden in Helmstedt und Halberstadt. Pape, Berlin 2006, ISBN 3-921140-69-2.
- Carl Giesecke – Orgelbauer und Fabrikant von Zungenstimmen in Göttingen. In: Roland Behrens, Christoph Grohmann (Hrsg.): Dulce Melos Organorum. Festschrift Alfred Reichling zum 70. Geburtstag. Gesellschaft der Orgelfreunde, Mettlach 2005, S. 385–422.
- mit Alfred Schirge: Norddeutsche Orgelbauer und ihre Werke. 2. Auflage. Band 3: Die Orgelbauerfamilie Papenius und ihre Schüler. Pape, Berlin 2005, ISBN 3-921140-68-4.
- Historische Orgeln in Brandenburg und Berlin. Pape, Berlin 2004, ISBN 3-921140-65-X.
- Orgeln in Berlin. Pape, Berlin 2003, ISBN 3-921140-62-5.
- mit Winfried Topp: Orgeln und Orgelbauer in Bremen. 3. Auflage. Pape, Berlin 2003, ISBN 3-921140-64-1.
- Norddeutsche Orgelbauer und ihre Werke (= Norddeutsche Orgeln. Band 1: Friedrich Hermann Lütkemüller). 2. Auflage. Pape, Berlin 2001, ISBN 3-921140-54-4.
- Die Orgeln der Stadt Celle (= Norddeutsche Orgeln. Band 13). Pape, Berlin 2000, ISBN 3-921140-55-2.
- Paul Ott – Protagonist des Baus von Schleifladenorgeln zwischen den beiden Weltkriegen. In: Alfred Reichling (Hrsg.): Aspekte der Orgelbewegung. Merseburger, Berlin, Kassel 1995, ISBN 3-87537-261-1, S. 263–298.
- Die Orgeln der Stadt Bremen. Ein Auszug aus der Datenbank Berlin. Pape Verlag, Berlin 1994, ISBN 3-921140-43-9.
- The Tracker Organ Revival in America = Die Orgelbewegung in Amerika (= Veröffentlichung der Gesellschaft der Orgelfreunde. Band 65). Pape, Berlin 1977, ISBN 3-921140-16-1.
- Philipp Furtwängler (1800–1867) – Orgelbauer in Elze bei Hannover. In: ISO-Information. Band 11, 1974, S. 777–798.
- Die Orgeln der Stadt Wolfenbüttel (= Norddeutsche Orgeln. Band 7). Pape, Wolfenbüttel 1973, ISBN 3-921140-11-0.
- Die Orgeln des Landkreises Braunschweig (= Norddeutsche Orgeln. Band 4). Pape, Wolfenbüttel 1968, ISBN 3-921140-07-2.
- Die Orgeln der Stadt Braunschweig (= Norddeutsche Orgeln. Band 2). Pape, Wolfenbüttel 1966, ISBN 3-921140-04-8.
- Artikel Buchholz, Carl August; Führer, Alfred; Furtwängler, Familie; Giesecke, Familie; Gloger, Familie; Grüneberg, Familie; Lütkemüller, Friedrich Hermann; Reubke, Familie; Röver, Familie; Scherer, Familie; Schuke, Familie. In: Die Musik in Geschichte und Gegenwart. Personenteil. Kassel, Bärenreiter 1999–2007.

Herausgeberschaften
- mit Wolfram Hackel, Christhard Kirchner (Hrsg.): Lexikon norddeutscher Orgelbauer. Band 4: Berlin, Brandenburg und Umgebung. Pape, Berlin 2017, ISBN 978-3-921140-06-2.
- mit Wolfram Hackel (Hrsg.): Lexikon norddeutscher Orgelbauer. Band 3: Sachsen-Anhalt und Umgebung. Pape, Berlin 2015, ISBN 978-3-921140-98-7.
- mit Wolfram Hackel (Hrsg.): Lexikon norddeutscher Orgelbauer. Band 2: Sachsen und Umgebung. Pape, Berlin 2012, ISBN 978-3-921140-92-5.
- Lexikon norddeutscher Orgelbauer. Band 1: Thüringen und Umgebung. Pape, Berlin 2009, ISBN 978-3-921140-86-4.
- mit Wolfram Hackel und Albrecht Lobenstein (Hrsg.): Lexikon norddeutscher Orgelbauer. Band 1: Thüringen und Umgebung. Pape, Berlin 2019, ISBN 978-3-921140-58-1.
- Die Orgeln im St. Petri Dom zu Bremen. Pape, Berlin 2002, ISBN 3-921140-56-0.
- Das Werkstattbuch des Orgelbauers Christian Vater (= Quellen zur Geschichte der Stadt Hannover. Band 1). Pape, Berlin 2001, ISBN 3-921140-60-9.
- Restaurierung pneumatischer Orgeln. Tagungsbericht der IAOD-Tagung über die Restaurierung pneumatischer Orgeln im August 1993 in Berlin. Pape, Berlin 1995, ISBN 3-921140-46-3.
- mit Berthold Schwarz (Hrsg.): 500 Jahre Orgeln in Berliner Evangelischen Kirchen (= Veröffentlichung der Gesellschaft der Orgelfreunde. Band 134, 1+2). Pape, Berlin 1991, ISBN 3-921140-34-X.